# 미하엘라 페네슈
미하엘라 페네슈(루마니아어: Mihaela Peneș, 1947년 7월 22일 ~ )는 루마니아의 전직 육상 선수이다. 그녀는 1964년과 1968년 올림픽에 출전했고 각각 금메달, 은메달을 획득했다.

## 인물 정보
미하엘라 페네슈는 1947년에 부쿠레슈티에서 태어났다. 그녀는 1964년 도쿄 올림픽때 60.54m의 거리로 창을 던져서 금메달을 획득했다. 그녀는 1965년 유니버시아드 대회에서 우승했다.
페네슈는 1966년 유럽 선수권 대회에서 은메달을 획득했다. 그녀는 1968년 멕시코시티 올림픽때 59.92m의 거리로 창을 던져서 은메달을 획득했다.

## 참조
1. ↑  미하엘라 페네슈 보관됨 2009-01-21 - 웨이백 머신. sports-reference.com